# Weißenhof (Weinsberg)

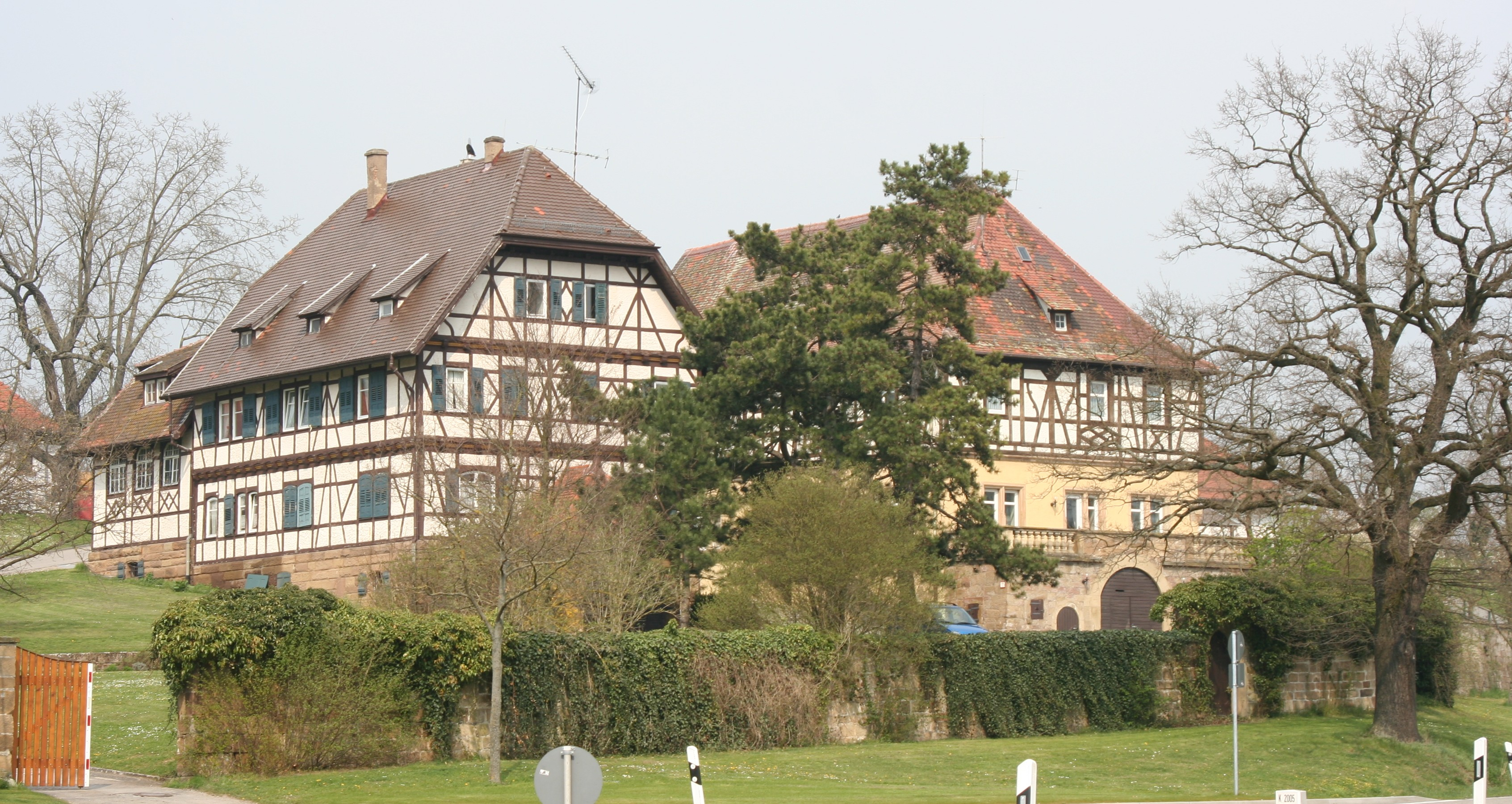
Die beiden Hauptgebäude des Gutshofes

Der Weißenhof ist ein 1463 erstmals erwähnter Gutshof auf dem Gebiet der Stadt Weinsberg im Landkreis Heilbronn im Norden Baden-Württembergs. 1903 wurde auf dem an den Weißenhof anschließenden Gelände eine Königliche Heilanstalt für Geisteskranke eröffnet, die seitdem auch die Gebäude des Hofes und die Flächen der ehemaligen Staatsdomäne nutzt. Der Name Weißenhof wurde zunehmend synonym für das psychiatrische Krankenhaus verwendet, und nach mehreren Namenswechseln heißt die ehemalige Heilanstalt seit 2002 auch offiziell Klinikum am Weissenhof.

## Lage
Der Weißenhof liegt leicht erhöht auf der nördlichen Seite der Mündung des Eberbachtales in das Sulmtal, zwischen Weinsberg, Gellmersbach, Eberstadt und Erlenbach. Der Eberbach bzw. Weißenhofbach, der die Wasserversorgung sicherte und eine zum Hof gehörende Mühle antrieb, fließt nur wenige Dutzend Meter entfernt vorbei.

## Geschichte
Die früheste bekannte Erwähnung des Hofes, eine Verpachtung an einen Schäfer, datiert auf das Jahr 1463. Wie die Stadt Weinsberg und andere Orte der Umgebung gehörte der Hardthof, wie er damals genannt wurde, zur Kurpfalz, die ihn verpachtete. Eine in unmittelbarer Nähe am Eberbach gelegene Mühle, später als zum Hof gehörend erwähnt, findet sich als müln zu Risach (Reisachmühle) erstmals in einer Urkunde aus dem Jahr 1364. Pfälzische Lagerbücher von 1465 und 1477 bezeichneten sie nach einem Pächter als Zeinersmühle, 1528 hieß sie dann Hardtmühle oder Hardthofmühle.

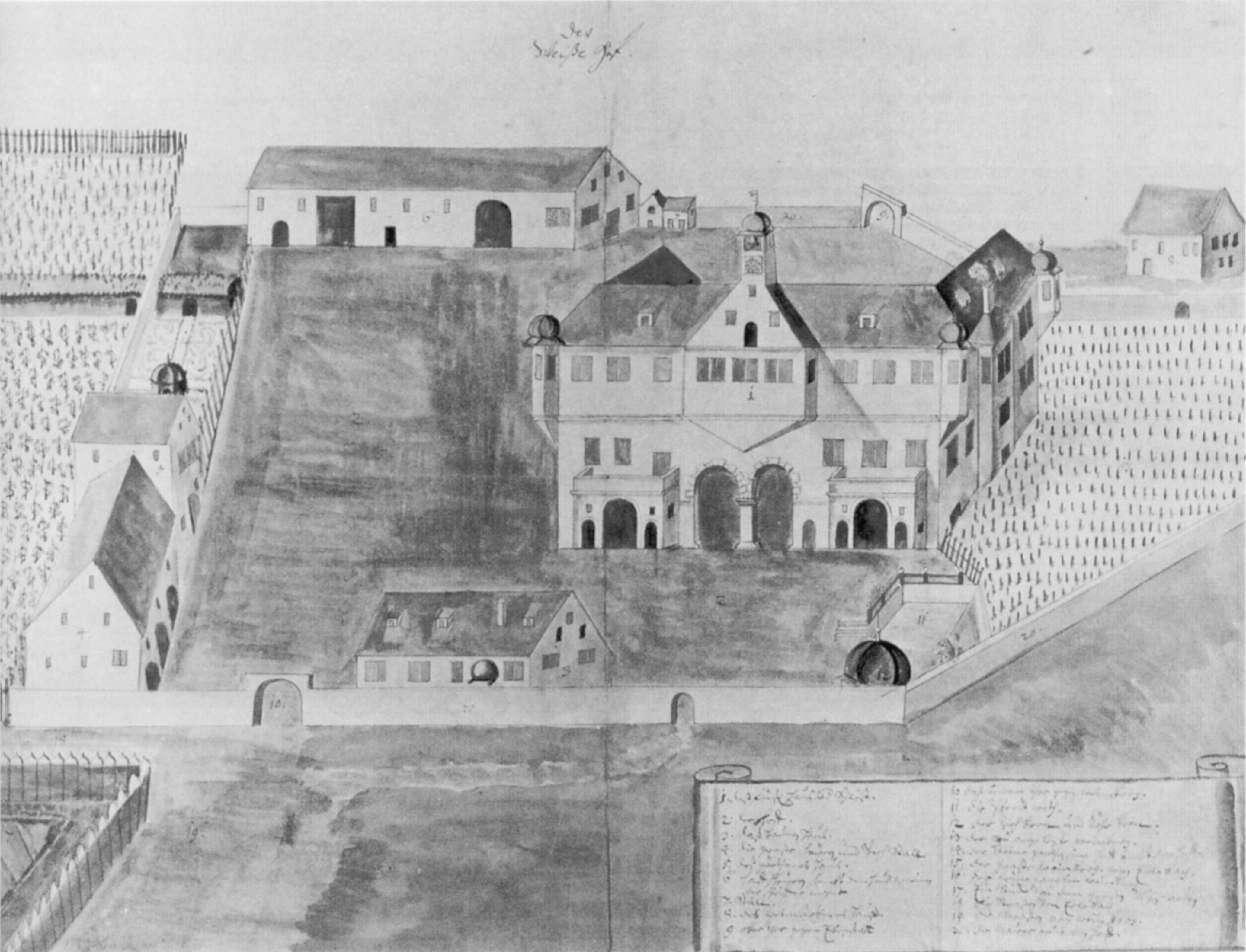
Der Weißenhof um 1715/1725 mit dem Schlösschen Herzogin Clara Augustas

1504 kam der Hof wie seine Umgebung als Folge des Landshuter Erbfolgekriegs an Württemberg. In einem Lagerbuch von 1528 wird als Mühlenpächter ein Jörg Weiß, als Inhaber des Nutzungsrechts am Hof ein Hans Weiß genannt. In der Folge setzte sich die Benennung des Hofes nach der Familie Weiß als Weißenhof durch, auch wenn der Name Hardthof noch 1692 in einem Eberstädter Taufbuch verwendet wurde. Ein württembergisches Lagerbuch von 1553 beschreibt den Hof als Ensemble aus zwei Gebäudegruppen, die jeweils aus Haus, Ställen und Scheunen bestanden und an verschiedene Familien verlehnt waren, sowie einem Schafhaus und einer Kelter.
1649 entstand nach dem Dreißigjährigen Krieg die (zweite) württembergische Seitenlinie Württemberg-Neuenstadt, die unter anderem auch den Weißenhof erhielt. Herzog Friedrich von Württemberg-Neuenstadt (1615–1682) übergab den Hof seiner Frau Clara Augusta (1632–1700), die er 1653 geheiratet hatte. Nach seinem Tod im Jahr 1682 bezog Clara Augusta den Hof als Witwensitz und ließ um 1695 zwei repräsentative Gebäude errichten, ein Meiereigebäude im Osten und ein parallel stehendes Schlösschen im Westen, die im Süden durch einen Torbau verbunden waren. Später kam der Weißenhof in den Besitz der Prinzessinnen Eleonore Wilhelmine Charlotte und Friederike von Württemberg-Neuenstadt, zweier Enkelinnen Clara Augustas. Mit dem Tod von Friederike (1699–1781) fiel er als Familiengut an die württembergische Hauptlinie zurück. Der Torbau zwischen Meierei und Schlösschen wurde 1796 abgebrochen.

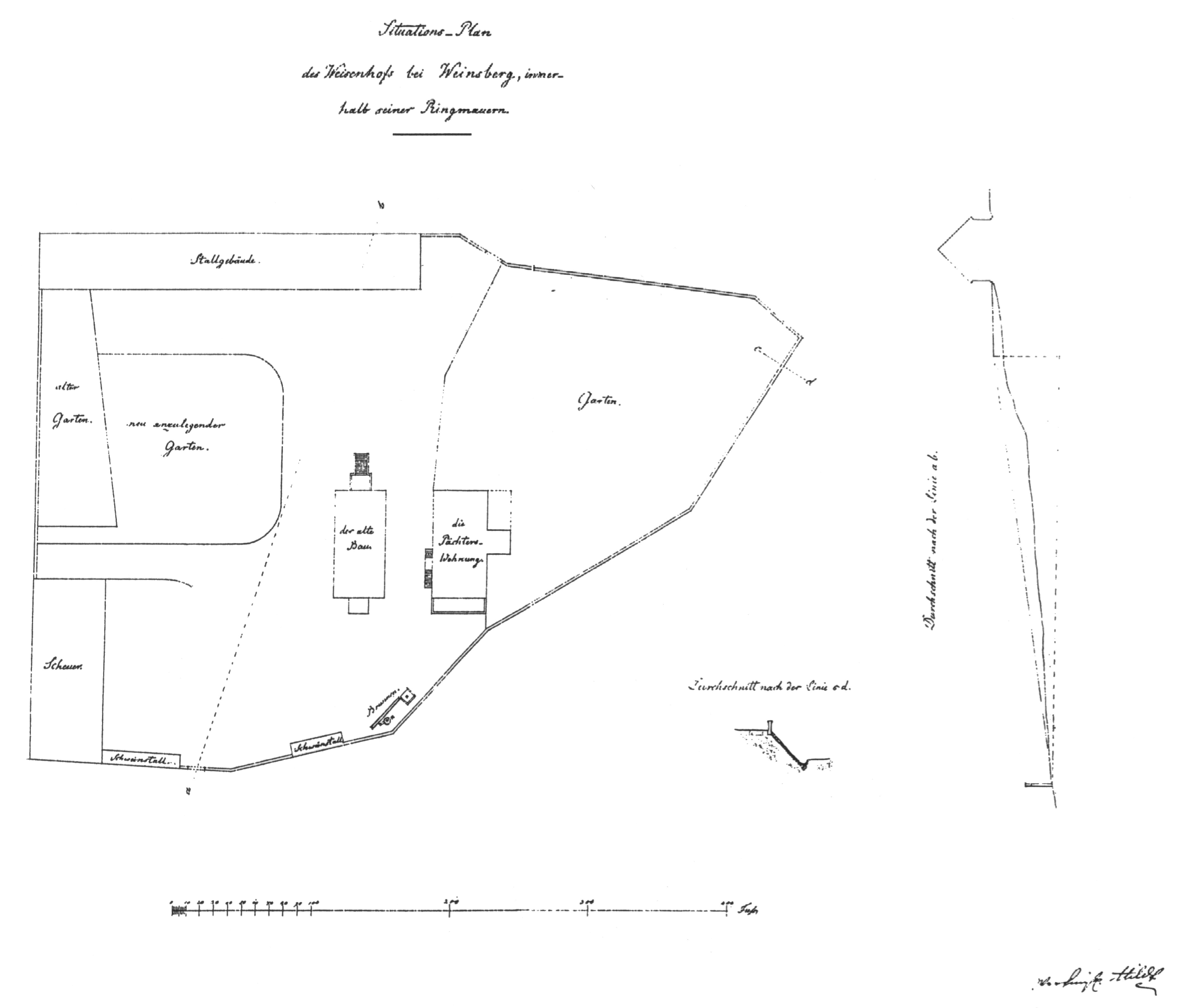
Situationsplan des Weißenhofs 1838 von seinem damaligen Pächter, dem Weinsberger Werkmeister Johann Georg Hildt

Gegen Ende des 19. Jahrhunderts war der Weißenhof Staatsdomäne. Da die bis dahin bestehenden vier staatlichen Heilanstalten für Geisteskranke in Württemberg (in Zwiefalten, Winnental, Schussenried und Weißenau) überfüllt waren, bestand Bedarf, eine fünfte Anstalt im Norden des Landes zu erbauen, das heutige Klinikum am Weissenhof. Die Bauplatz-Wahl fiel auf den Weißenhof, der nur zwei Kilometer vom (1862 eröffneten) Bahnhof in Weinsberg und nur sechs Kilometer von Heilbronn entfernt lag. Ab 1901 begann der Bau der neuen Heilanstalt, die Eröffnung folgte 1903. Der Gutshof wurde in die Anstalt integriert. Das baufällige Schlösschen Clara Augustas wurde im Jahr 1904 abgebrochen. An seiner Stelle wurde, unter Verwendung von Teilen des Schlösschens, ein Neubau für den Gutsaufseher und den Anstaltsgärtner errichtet. Im selben Jahr erwarb der württembergische Staat die Weißenmühle, die mittlerweile einem Privatmann gehörte, und baute sie zum Wasserwerk für die Anstalt um.
Seitdem ist die Geschichte des Weißenhofs mit der der Heilanstalt bzw. des Klinikums weitgehend identisch. 1990 errichtete das Land Baden-Württemberg auf einem landeseigenen Grundstück neben der im Osten des Geländes gelegenen Krankenhausgärtnerei das staatliche Übergangswohnheim Grabenäcker, das in neun Baracken Platz für 261 Spätaussiedler bot. Zum Jahresende 2009 schloss das Übergangswohnheim, das zuletzt noch drei Bewohner verzeichnete.